# Ipothalia esmeralda
Ipothalia esmeralda là một loài bọ cánh cứng trong họ Cerambycidae.